# Dorlan Pabón
Dorlan Pabon, född 24 januari 1988 i Medellin i Antioquía, är en colombiansk fotbollsspelare (mittfältare) som spelar för CF Monterrey. Han köptes upp efter ett misslyckat halvår i det italienska laget Parma. Han spelar även i det colombianska landslaget.

## Landslagskarriär
Dorlan Pabóns debut i det colombianska landslaget skedde i en kvalmatch till VM i Sydafrika 2010 mot Chile. Hans första mål för Colombia gjordes mot Bolivia i kvalet till VM 2014 i Brasilien, en match som slutade 2-1 till Colombia, medan hans andra landskampsmål kom mot Argentina där Colombia förlorade med 1-2.